# Роберт Ејкман
Роберт Фордајс Ејкман (енгл. Robert Fordyce Aickman; Лондон, 27. јун 1914 — Лондон, 26. фебруар 1981) био је енглески писац и заштитник културне баштине. Као активиста за очување природних и историјских вредности, био је један од оснивача Удружења копнених канала, организације која је спречила уништење и омогућила обнову енглеске мреже копнених канала.
Као писац, Ејкман је најпознатији по својој натприродној прози, коју је сам називао „чудним причама”. Аутор његове читуље у The Times-у, како наводи писац Мајк Ешли, написао је: „... његово најизразитије и трајно достигнуће било је као писац онога што је сам волео да назива 'чудне приче'. У њих је унео своје огромно знање о окултном, психолошку проницљивост и богатство у опису позадине и ликова које његове приче сврставају уз оне М. Р. Џејмса и Волтера де ла Мера.” Сам Ешли је написао: „Ејкманово писање је стечени укус, попут добрих вина. Нема сумње да ће његово дело увек остати непознато широј читалачкој публици, а можда је он баш то и желео. Писао је оно што је хтео и како је хтео — ради израза, не ради популарности. У једном од писама мени написао је: 'Стекао сам приличну количину поштовања, али никада велики комерцијални успех, и обично се питам да ли ће ишта моје поново бити објављено.' ... Задивљујуће је што је неко Ејкмановог калибра имао тешкоћа да прода своје радове. Можда ће сада, прекасно за самог Ејкмана, неко имати довољно разума да их објави.” Та ситуација је у међувремену исправљена обимним програмом поновних издања Ејкманових дела, које су објавили издавачи Tartarus Press, Faber и New York Review Books Classics.
Роберт Ејкман: Покушај биографије (енгл. Robert Aickman: An Attempted Biography, 2022), аутора Р. Б. Расела, представља прву опсежну биографију Ејкмана.

## Биографија
Роберт Ејкман је рођен 27. јуна 1914. у Лондону, као син архитекте Вилијама Артура Ејкмана и Мејбл Вајолет Марш. Похађао је средњу школу Хајгејт од јануара 1928. до јула 1931. године. По мајчиној линији, Ејкман је био унук продуктивног викторијанског романописца Ричарда Марша, познатог по окултном трилеру Буба (1897), књизи која је у своје време била популарна колико и Дракула Брема Стокера.
Учествовао је у истрази духова у Борли ректорији, наводно „најуклетијој кући у Енглеској”. Још један показатељ његовог трајног интересовања за натприродно јесте његово дугогодишње чланство у The Ghost Club-у. У писму Мајку Ешлију написао је: „Какав су утицај те ствари имале на мене, и извори моје инспирације, једноставно је превише за једно писмо. Ако желите даље да истражите ту тему, радо ћу попричати с вама.” Тај разговор се, међутим, никада није догодио, али Ешли истиче да се детаљи из Ејкмановог раног живота, укључујући и натприродне епизоде, могу наћи у његовој аутобиографији The Attempted Rescue.
У почетку је помагао у администрацији у архитектонској канцеларији свог оца. На почетку своје аутобиографије, Ејкман је свог оца описао као „најчуднијег човека ког сам икада упознао”.
О Ејкмановом карактеру, списатељица Елизабет Џејн Хауард је у интервјуу за блог Tartarus Press-а 2011. рекла да је „мрзео децу” и о његовом детињству додала: „Причao ми је о свом детињству, али мислим да је претеривао у томе. Била сам у кући у Станмору у којој је одрастао, и његова мајка га је заиста напустила — вероватно је то на њега оставило гори утицај него што је и сам схватао. Читао је већ са четири године и ишао у веома добре школе. Хајгејт је била одлична школа. Мислим да је имао прилично усамљено детињство… Могао је бити веома раздражљив и тежак, али и веома шармантан. Несумњиво је имао дар са речима.”
Ејкман је био у браку са књижевном агенткињом и ауторком дечјих књига Едит Реј Грегорсон од 1941. до 1957. године. Био је одговоран за општи концепт веома успешног Фестивала бродова и јахти у Маркет Харбороу, који је посетило више од 50.000 људи. То је надмашено 1962. када је режирао концерт на води праћен ватрометом на Фестивалу Града Лондона, који је привукао публику од 100.000 људи.
Као љубитељ позоришта, балета и музике, Ејкман је био председник Лондонског оперског друштва од 1954. до 1969. и активан члан Лондонског оперског клуба, Балета Минерва и Позоришне компаније Микрон (позоришне трупе која наступа дуж каналске мреже Британије).
Ејкману је дијагностикован рак током зиме 1979. године. Одбио је конвенционални третман и консултовао хомеопату. Планирао је да отпутује у Сједињене Државе у јесен 1980. да прими награду за фантастику, али је био превише болестан да путује, иако се привремено опоравио током лета. Преминуо је 26. фебруара 1981. у Краљевској хомеопатској болници у Лондону. Његова читуља је објављена у новинама The Times 28. фебруара. Касније је одржан комеморативни концерт у Краљевском уметничком друштву, на ком су разни познати појединци, укључујући природњака сер Питера Скота, одали пошту Ејкману.
Године 2015. Р. Б. Расел и Розали Паркер из Tartarus Press-а објавили су дугометражни документарни филм о животу и раду Роберта Ејкмана, који је премијерно приказан на Светској конвенцији фантастике. Филм укључује интервјуе с Ејкмановим пријатељима, као и ауторима Реџијем Оливером и Џеремијем Дајсоном.